# Краснознамённое
Краснознамённое (каз. Краснознаменное) — село в Мамлютском районе Северо-Казахстанской области Казахстана. Административный центр Краснозаменского сельского округа. Код КАТО — 595239100.
В настоящем селе трудился и проживает почетный профессор животноводства Макеев Александр Петрович.

## География
Находится в 20 километрах от районного центра.

## История
Совхоз начал свое строительство с бывшего поместья братьев Кондратовых в ноябре 1919 года. В 1920 году был организован Мамлютский ордена Трудового Красного Знамени племенной завод.
С освоением в 1954 году целинных и залежных земель совхоз переименовывается в Мамлютский племзавод Северо-Казахстанского управления совхозов. В 1957 году присоединяются земли 2-ух колхозов (Казанка и Бескамышка).
С 1960 года хозяйство являлось постоянным участником ВДНХ, а в 1963 году занесено в Золотую книгу почета Казахской ССР, награждено тремя памятными знаменами ЦК КП Казахстана и Совета Министров Казахской ССР (1962—1963 — 1964 гг.).
В 1964 году было построено новое здание школы и школа стала средней с 10-летним образованием.
В 1968 году Мамлютский племзавод был награжден Орденом Трудового Красного Знамени и стал называться Мамлютский Ордена Красного Знамени племзавод, в 1977 году переименовали в Мамлютский племенной завод имени 60-тилетия Октябрьской революции. В 1987 году построено здание спального корпуса-интерната. С 1987 года школа перешла на одиннадцатилетнее образование.
23 апреля 1994 года племзавод «Мамлютский» реорганизован в АО «Ак кайын».

## Население
В 1999 году население села составляло 969 человек (457 мужчин и 512 женщин). По данным переписи 2009 года в селе проживало 865 человек (415 мужчин и 450 женщин).